# Khraibeh
Khraibeh est un village du Liban du gouvernorat du Mont-Liban, situé dans le district du Chouf.

## Géographie
Les villages limitrophes sont Mrosti, Baadaran, Ain Qani et Moukhtara.
Le village est à environ 1050 mètres d'altitude et se trouve au pied de la chaîne de montagne du Mont-Liban.
La Réserve naturelle des cèdres du Chouf est à environ 5 km et la mer à environ 21 km.

## Activités
La place du village se distingue par un olivier au milieu d'un rond-point. Elle abrite des petits commerces. Les autres se situant à l'entrée du village. La fête de village est un événement ayant lieu tous les ans, près de la fontaine du village, nommée Al Ayn. Des stands de nourriture et de produits artisanaux se joignent aux commerçants locaux pour proposer des produits fait-maison de la région. Un programme musical et une remise de diplômes aux élèves du village ayant obtenu le brevet et le baccalauréat sont également au rendez-vous lors de cette fête.
Le village est connu pour les belles randonnées que l'on peut y faire tout au long de l'année quelle que soit la saison. Certaines randonnées sont organisées par groupes partant du village en destination de la Réserve naturelle des cèdres du Chouf.
Le village est bombardé par l'armée israélienne lors des bombardements israéliens sur le Liban de 2024. Le 16 novembre, une frappe tue six personnes, dont trois enfants. Onze personnes ont également été blessées dont cinq enfants, deux d'entre eux se trouvent dans un état critique.